# Catherine Dent
Catherine Dent (Baton Rouge, 14 april 1965) is een Amerikaanse actrice.

## Biografie
Dent heeft gestudeerd aan de North Carolina School of the Arts in Winston-Salem waar zij in 1993 haar diploma haalde. Dent is sinds 2002 getrouwd en heeft hieruit een zoon.

## Filmografie

### Films
Uitgezonderd korte films.
- 2022 Moving On - als Molly
- 2022 Blonde - als Jean
- 2018 Halfway There - als Jennifer Morgan
- 2014 Guilty at 17 - als Melanie Scott
- 2013 Finding Neighbors - als Mary
- 2013 Reckless - als senator
- 2012 Drew Peterson: Untouchable – als Karen Chojnacki
- 2011 Carjacked – als therapeut
- 2009 Duress – als Jenny
- 2009 Natalee Holloway – als Carol
- 2008 Sanctuary – als Sarah Hanson
- 2007 The Bad Son – als Ronnie McAdams
- 2005 The Unseen – als mevr. Lucille
- 2005 Tides of War – als luitenant Claire Trifoli
- 2003 21 Grams – als Ana
- 2002 Auto Focus – als Susan
- 2001 The Majestic – als Mabel
- 2001 Venomous – als Susan Edmonton
- 2001 It Is What It Is – als Marley Weber
- 2001 Replicant – als Angie
- 2001 Someone Like You... – als Alice
- 1998 Jaded – als Lisa Heller
- 1998 Dangerous Proposition – als Laura
- 1994 Nobody's Fool – als Charlotte Sullivan
- 1991 The Steven Banks Show – als Robin

### Televisieseries
Uitgezonderd eenmalige gastrollen.
- 2017 - 2018 Agents of S.H.I.E.L.D. - als generaal Hale - 10 afl.
- 2016 - 2017 Longmire - als ADA Brigitte Holder - 2 afl.
- 2014 Gang Related - als D.A. Ellis - 6 afl.
- 2012 Touch – als Abigail Kelsey – 4 afl.
- 2011 – 2012 The Mentalist – als FBI agente Susan Darcy – 6 afl.
- 2010 NCIS – als speciaal agente Whitney Sharp – 2 afl.
- 2002 – 2008 The Shield – als officier Danni Sofer – 89 afl.
- 2008 Terminator: The Sarah Connor Chronicles – als agente Greta Simpson – 3 afl.
- 2002 Taken – als Sally Clarke – 3 afl.
- 2001 The Invisible Man – als Dr. Elizabeth Rendell – 2 afl.
- 1997 One Life to Live – als Janice Talbert - ? afl.

### Computerspel
- 2007 The Shield – als Danni Sofer